# Distrofia muscular distal
Se denomina distrofia muscular distal a un conjunto de enfermedades hereditarias que provocan debilidad de los músculos voluntarios próximos a manos y pies. Se clasifica dentro de las distrofias musculares.

## Historia
La primera descripción se realizó en 1902 por el médico inglés Gowers.

## Genética y herencia
Está causada por la mutación de un gen que codifica una proteína necesaria para la función muscular, puede heredarse según un patrón autosómico dominante o autosómico recesivo. La localización de la mutación es variable dependiendo del tipo.

## Tipos
| Nombre                                | OMIM   | Locus                |
| ------------------------------------- | ------ | -------------------- |
| Miopatía de Miyoshi (Japón)           | 254130 | DYSF en 2p13.3-p13.1 |
| Distrofia muscular tibial (Finlandia) | 606768 | DYSF en 2p13.3-p13.1 |
| Miopatía distal de Welander           | 604454 | TIA1 en 2p13         |
| Miopatía distal de Nonaka             | 605820 | GNE en 9p13.3        |
| Miopatía distal de Laing (MPD1)       | 160500 | MYH7 en 14q11.2      |
| Miopatía distal tipo 2 (MPD2)         | 606070 | MATR3 en 5q31.2      |
| Miopatía distal tipo 3 (MPD3)         | 610099 | 8p22-q11             |
| Miopatía distal tipo 4 (MPD4)         | 614065 | 7q32                 |

## Frecuencia
Son enfermedades muy raras, cuya frecuencia global no se conoce. Algunas variedades son más frecuentes en determinados países, se estima que la prevalencia en Finlandia de la variedad distrófia muscular tibial es de un caso por cada 20.000 personas y en Japón se presenta un caso de miopatía de Miyoshi por cada 400.000 personas.

## Síntomas
Los síntomas pueden iniciarse en la infancia o la vida adulta, provocando debilidad en la musculatura de las extremidades, principalmente pierna, pie, antebrazos y manos. La afección es lentamente progresiva y puede acabar por disminuir considerablemente la movilidad de la persona afectada, sin embargo no provoca deficiencia mental ni afecta a las expectativas de vida.